# John Lasseter
John Alan Lasseter (nascut el 12 de gener de 1957 a Hollywood, Califòrnia) és un animador format als estudis Disney i que actualment és el director creatiu de Skydance Animation.

## Biografia
Lasseter es va graduar al California Institute of Art on va conèixer Brad Bird amb qui més tard col·laboraria en diverses ocasions. Lasseter es va formar als estudis Disney i posteriorment va saltar als Industrial Light and Magic de George Lucas.
El 1984 Lasseter va crear els estudis Pixar que van sorgir d'una escissió de la companyia de George Lucas. Amb la col·laboració dels estudis Disney (sobretot els primers anys) Pixar va crear pel·lícules tan cèlebres dins el món de l'animació com Toy Story, A Bug's Life o Cars. Lasseter com a productor executiu supervisa tots els projectes de la companyia i fins i tot ha dirigit alguns films.
Avui dia Lasseter torna a treballar a Disney com a director creatiu, ja que la companyia va comprar Pixar el 2006. Combina la seva feina de director creatiu amb la d'assessor creatiu per a Walt Disney Imagineering, on ajuda a dissenyar atraccions per als parcs temàtics de la companyia.
John Lasseter ha estat reconegut per l'Acadèmia de les Arts i les Ciències Cinematogràfiques amb dos Oscars, un al millor curt d'animació per Tin Toy i un altre per Toy Story.
Les seves influències són Walt Disney, Chuck Jones, Frank Capra, Hayao Miyazaki i Preston Sturges. Su película favorita es Dumbo.